# U-Bahn-Station Stephansplatz
Die Station Stephansplatz ist eine am 17. November 1978 eröffnete, unterirdische U-Bahn-Station im 1. Wiener Gemeindebezirk Innere Stadt. Hier treffen sich seit 1991 die Linien U1 und U3. Wegen der Funktion als zentraler Knoten im U-Bahn-Netz und wegen der zahlreichen umgebenden Sehenswürdigkeiten ist die Station eines der meistfrequentierten Verkehrsbauwerke in Wien. Täglich frequentieren rund 255.000 Passagiere die Station Stephansplatz.

## Das Bauwerk
Die Gleisanlagen der U-Bahn liegen bis zu fünf Stockwerke unter dem Niveau des Stephansplatzes. Die Ausgänge führen auf den Stephansplatz, den Graben, in die Kärntner Straße sowie (nur als Aufzug) in die Goldschmiedgasse. Die drei über Stiegen und Rolltreppen führenden Aufgänge sind zur Schonung des innerstädtischen Stadtbildes nicht überdacht. Die Bahnsteige der U1, die sich an der tiefsten Stelle der Station befinden, sind als Mittelbahnsteige, jene der U3 als Seitenbahnsteige zweistöckig untereinander angeordnet. Im obersten Geschoß befinden sich eine Informationsstelle und eine Vorverkaufsstelle der Wiener Linien. Zwei Großbäckereien aus Wien haben hier ebenfalls ihre unterirdischen Filialen. Eine früher hier befindliche Polizeiinspektion wurde am 14. Oktober 2005 an die Adresse Brandstätte 4 verlegt. Der barrierefreie Zugang für Rollstuhlfahrer ist nur über den Ausgang Goldschmiedgasse möglich, wo an der Außenseite des Haas-Hauses der einzige an die Oberfläche führende Lift mündet. Drei weitere Lifte bedienen die Stockwerke innerhalb der Station. Außerdem gibt es noch 23 Rolltreppen verschiedener Länge.

### Anordnung der Gleise und der Passage im Bahnhof
-1: Passage, Ausgang Stephansplatz; hier befinden sich auch mehrere Geschäfte und auch ein Büro der Wiener Linien
-2: Bahnsteig der U3 Richtung Simmering, Gleis 1   (in 12m Tiefe)
-3: Bahnsteig der U3 Richtung Ottakring,    Gleis 2  (in 18m Tiefe)
-4: Bahnsteig der Linie U1                                        (in 27m Tiefe)

## Geschichte
Seit Einführung des ÖPNV in Wien fehlte ein leistungsfähiges Verkehrsmittel, das auch das Zentrum der Stadt innerhalb der Ringstraße erschloss. Bereits im 19. Jahrhundert wurden Pläne gewälzt, einen möglichen Zentralbahnhof in unmittelbarer Nähe des Stephansdoms zu platzieren. Die Bauarbeiten an der Station Stephansplatz begannen im Zuge der Errichtung des Grundnetzes der Wiener U-Bahn im Mai 1973. Im August 1977 konnte die Tiefengleiche hergestellt werden. Die Errichtung erfolgte größtenteils in offener Bauweise. Von Anfang an mitgeplant, wurden bereits in den 1970er Jahren die Vorarbeiten für die Verknüpfung mit der U3 geleistet, die erst im Jahr 1991 die Station Stephansplatz erreichte.

## Sonstiges
Der für den Bereich der U1-Station geradezu charakteristische Gestank hat bereits zur Bildung von modernen Sagen geführt. Dieser ist in Wahrheit jedoch auf ein Bodenverfestigungsmittel auf organischer Basis zurückzuführen, das beim Bau dieser Station verwendet wurde, um zu verhindern, dass der Boden unter dem Stephansdom nachgibt und dieser absinkt. Dieses Bodenverfestigungsmittel verursacht eine chemische Reaktion. Die Buttersäure, die dadurch an wärmeren Tagen entsteht und mit dem Grundwasser den Boden verlässt, verursacht einen schlechten Geruch und teilweise auch Ablagerungen in der U-Bahn-Station.

## Ausgestaltung

Die Virgilkapelle

Im Zuge der Ausschachtung der Station wurden 1972 von Archäologen die Fundamente der ehemaligen Magdalenskapelle ergraben. Unterhalb der Fundamente fand sich die bis dahin fast unbekannte, unterirdische Virgilkapelle.
Die Kapelle war um 1240 erbaut worden und wurde zu einem unbekannten Zeitpunkt geschlossen und verfüllt. Nach dem Entfernen der Verfüllung ist die Kapelle nun in originalem Zustand, wobei aber deren Westwand dem Stationsbau zum Opfer fiel. Die Virgilkapelle hatte ursprünglich weder Türen noch Fenster und war nur von oben über Leitern zugänglich. Durch das Entfernen der Westwand kann sie nun bequem erreicht werden; als Konsequenz wurde die Kapelle in die Station integriert. Im Tiefgeschoß der U3-Station (Fahrtrichtung Simmering) wurde ein Gang errichtet, der zum Erdgeschoß der Virgilkapelle führt. Ein Stockwerk darüber wurde im Verteilergeschoß der Station ein „Schaufenster“ eingebaut, das einen Blick auf das Obergeschoß der Kapelle ermöglicht. Das Untergeschoß war von 2008 bis 2015 aus konservatorischen Gründen für Besucher gesperrt und beherbergt seit der Restaurierung nun ein kleines Museum.
Am Stephansplatz wurde mit farbigen Steinen der Grundriss von Virgilkapelle und Magdalenskapelle dargestellt.

## Ansichten

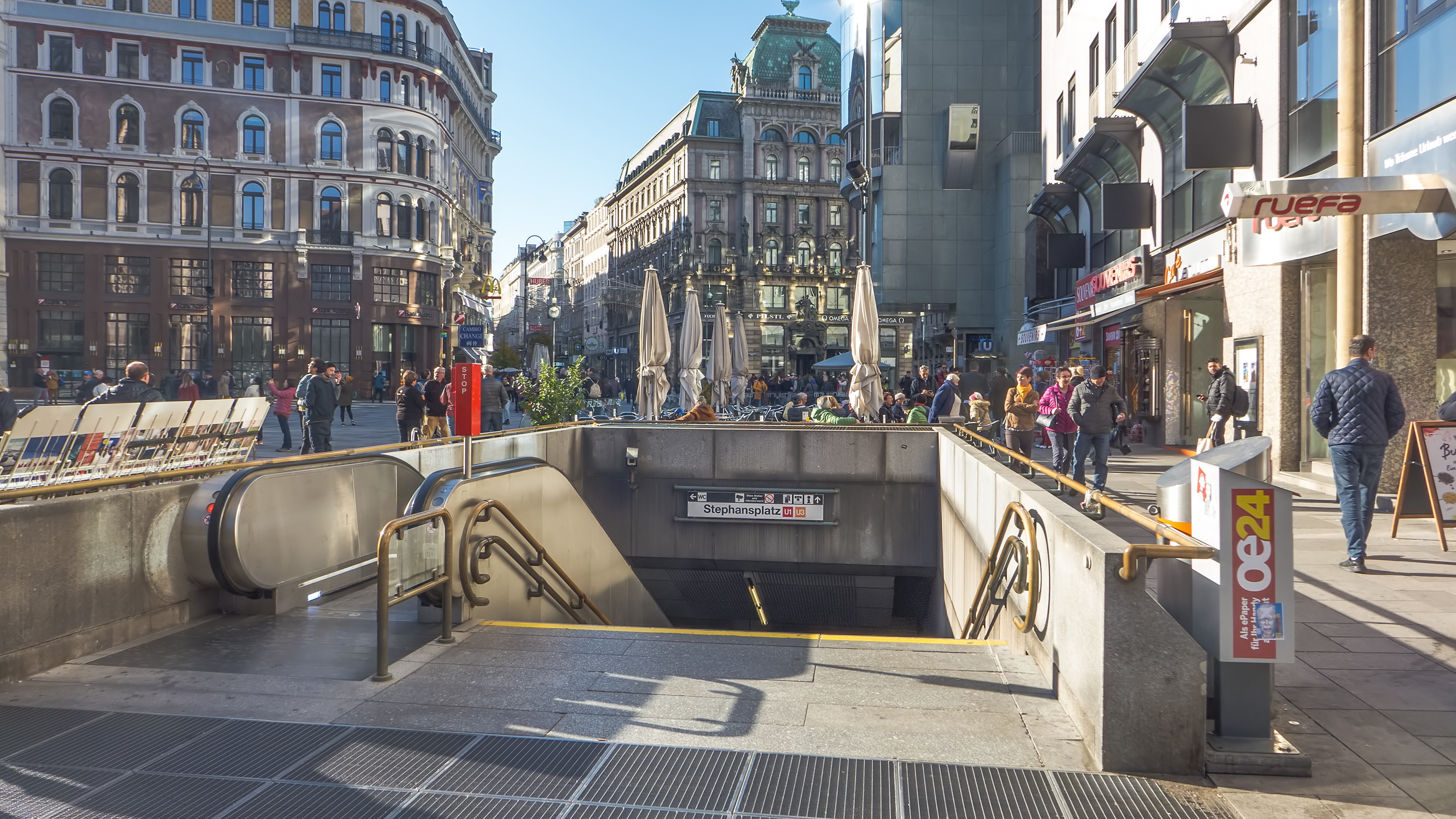
Ausgang Stephansplatz
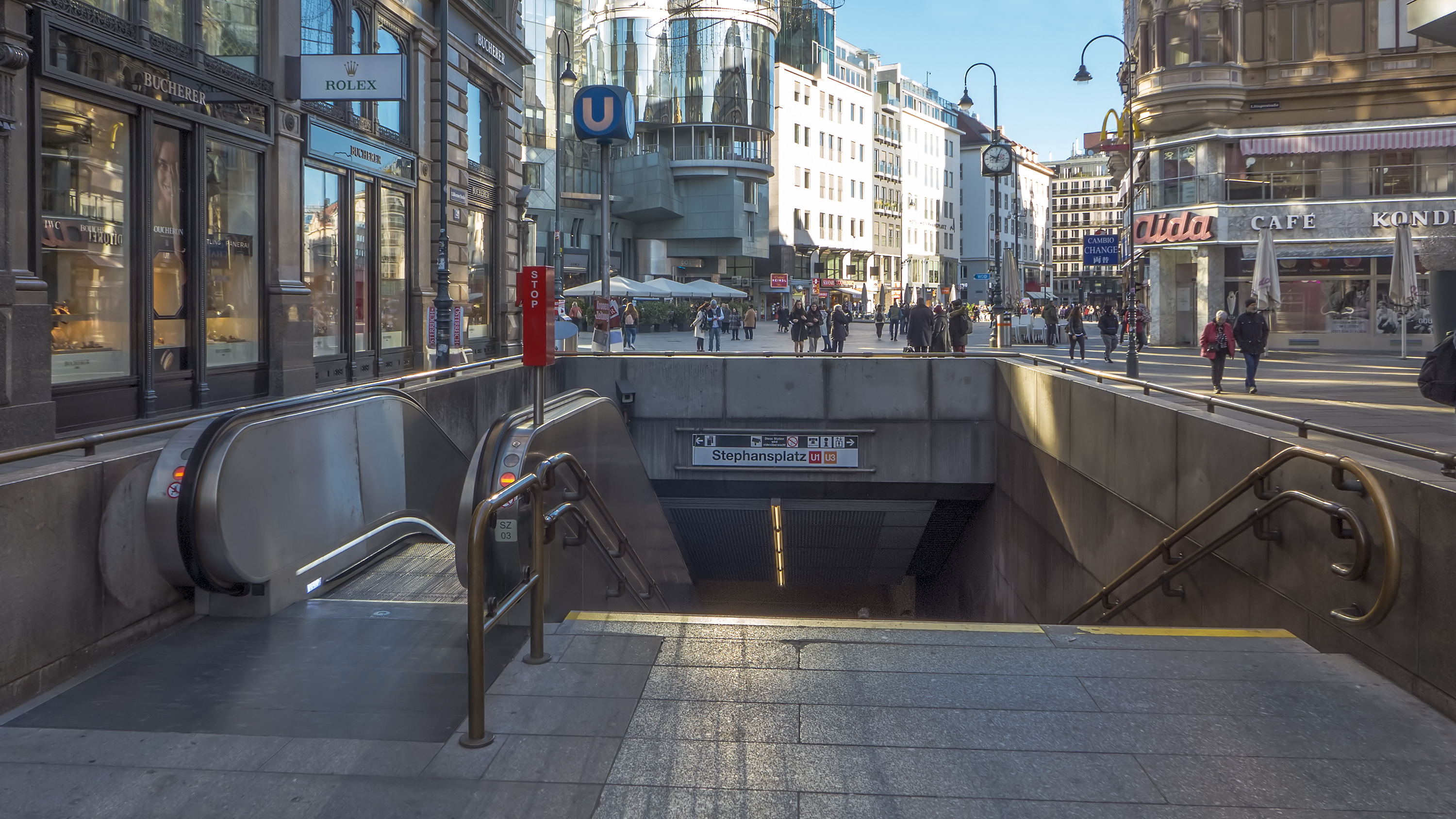
Ausgang Kärntner Straße
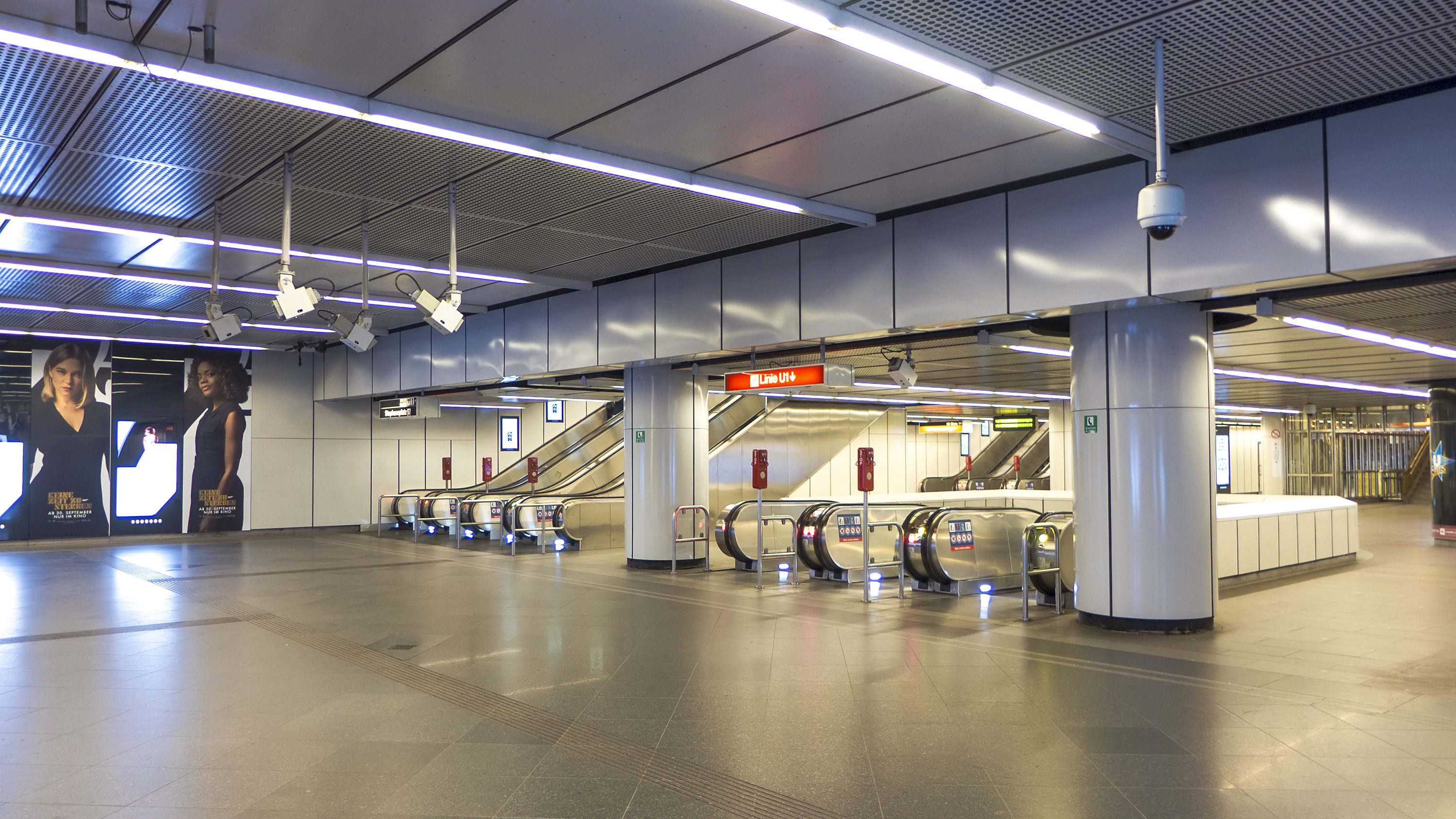
In der U1-Station
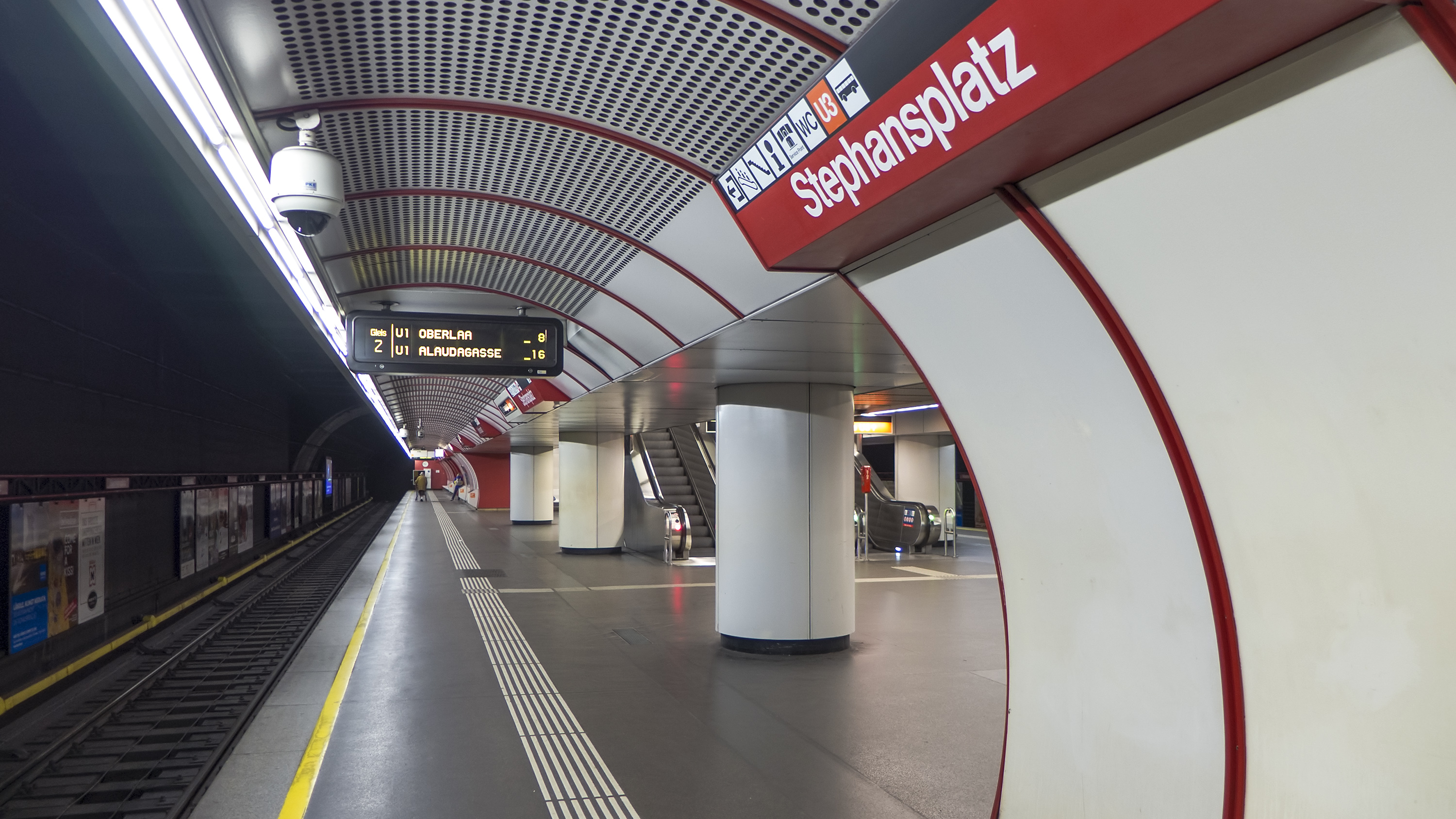
Bahnsteig der U1
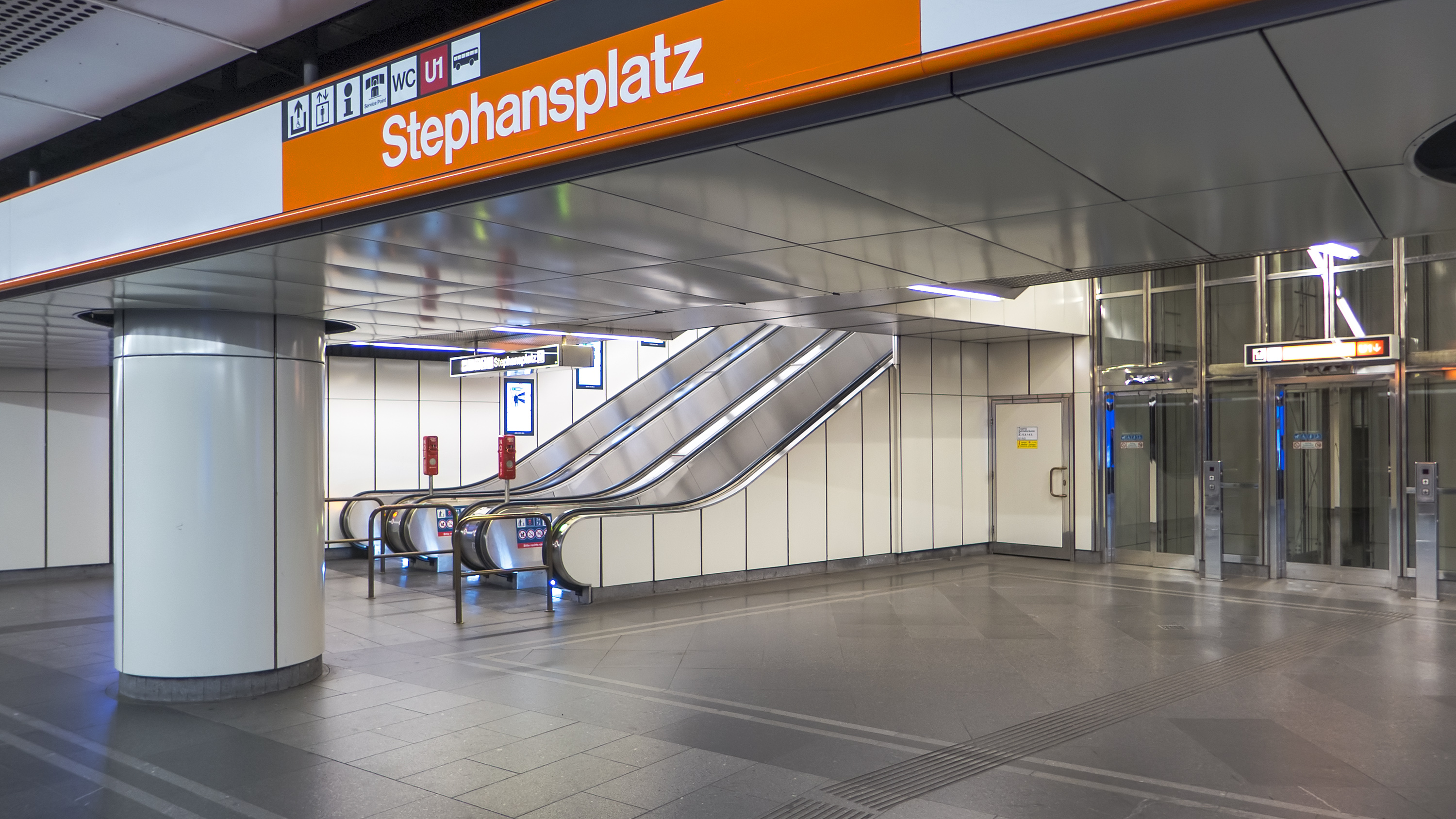
In der U3-Station
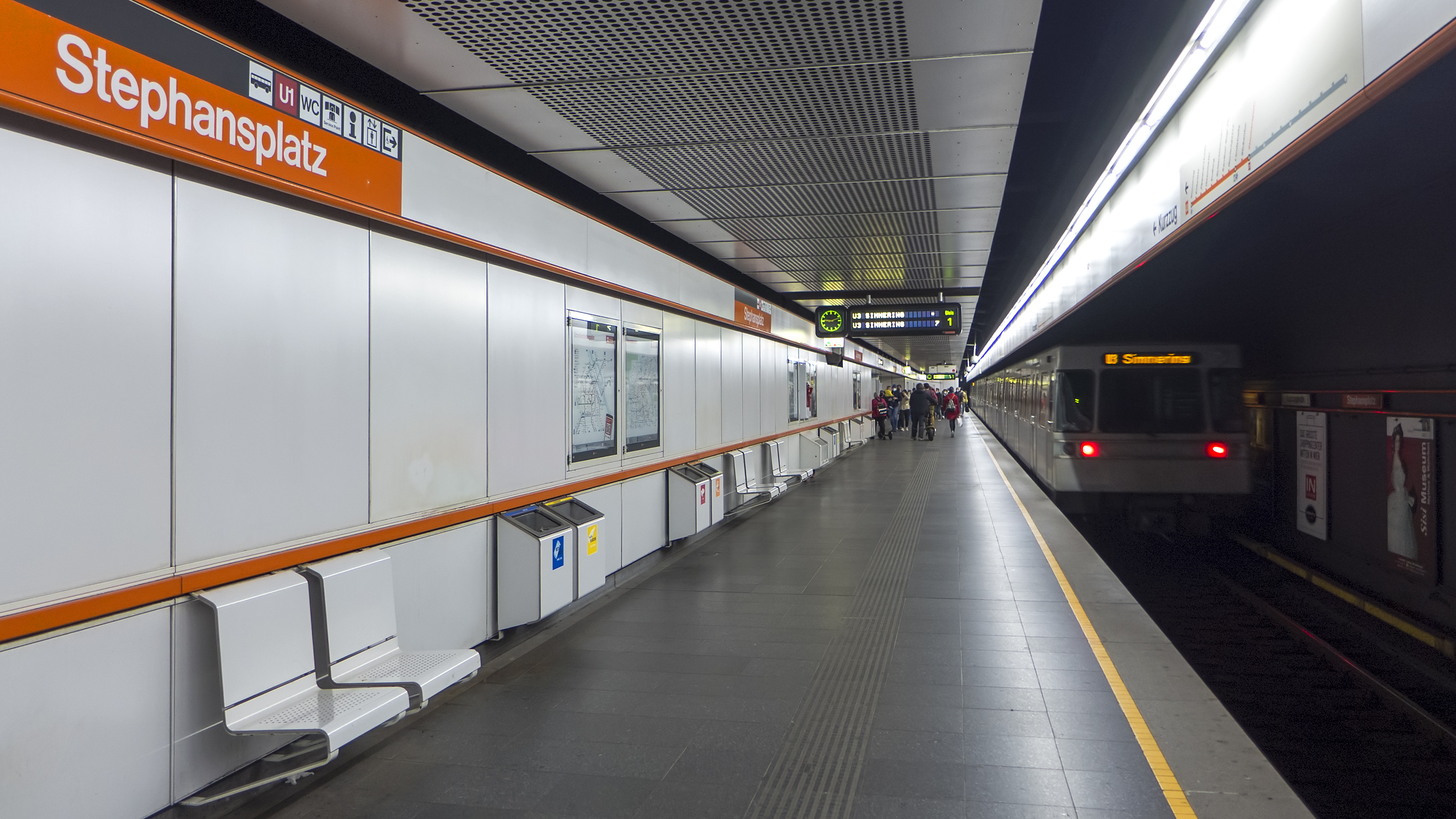
Bahnsteig der U3
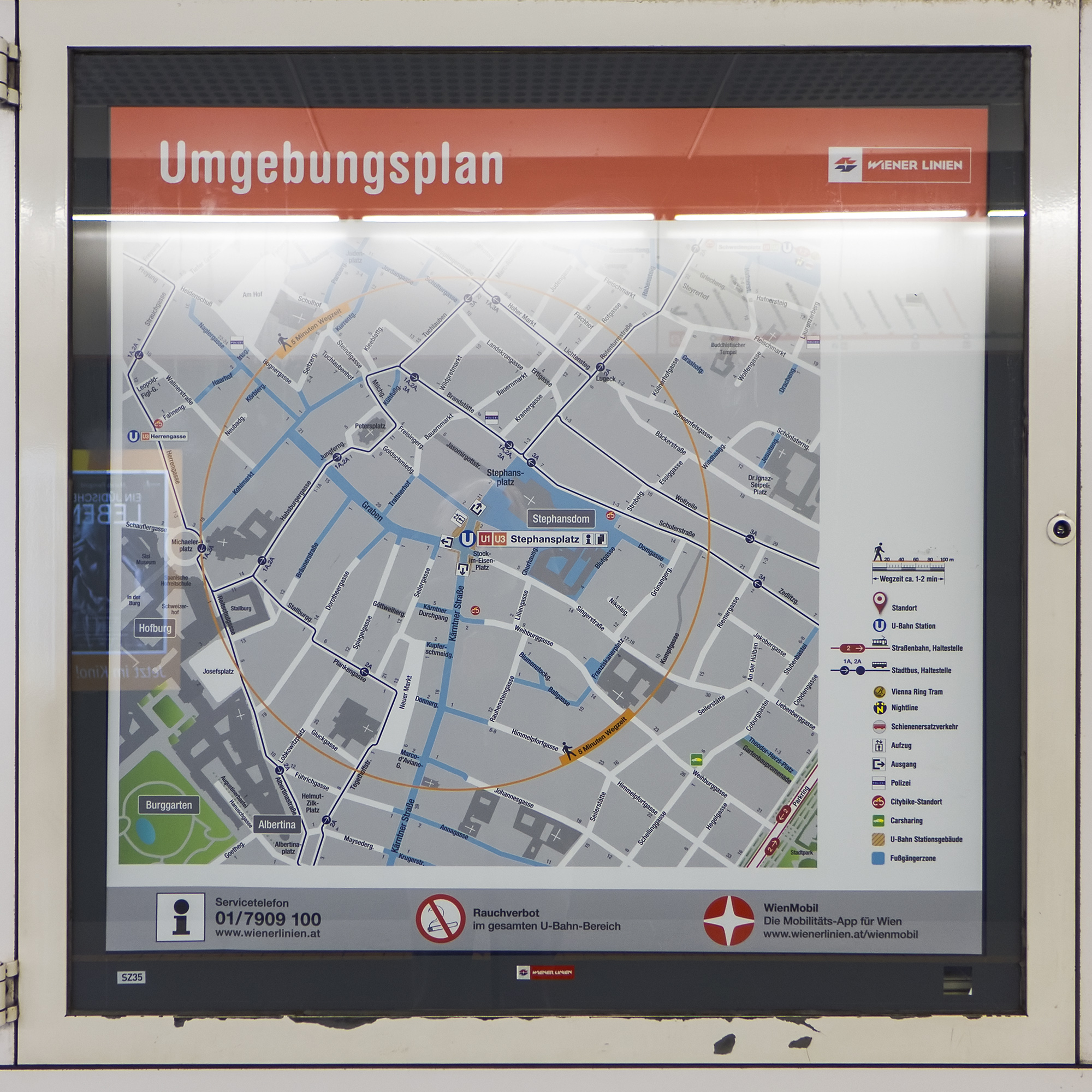
Umgebungsplan
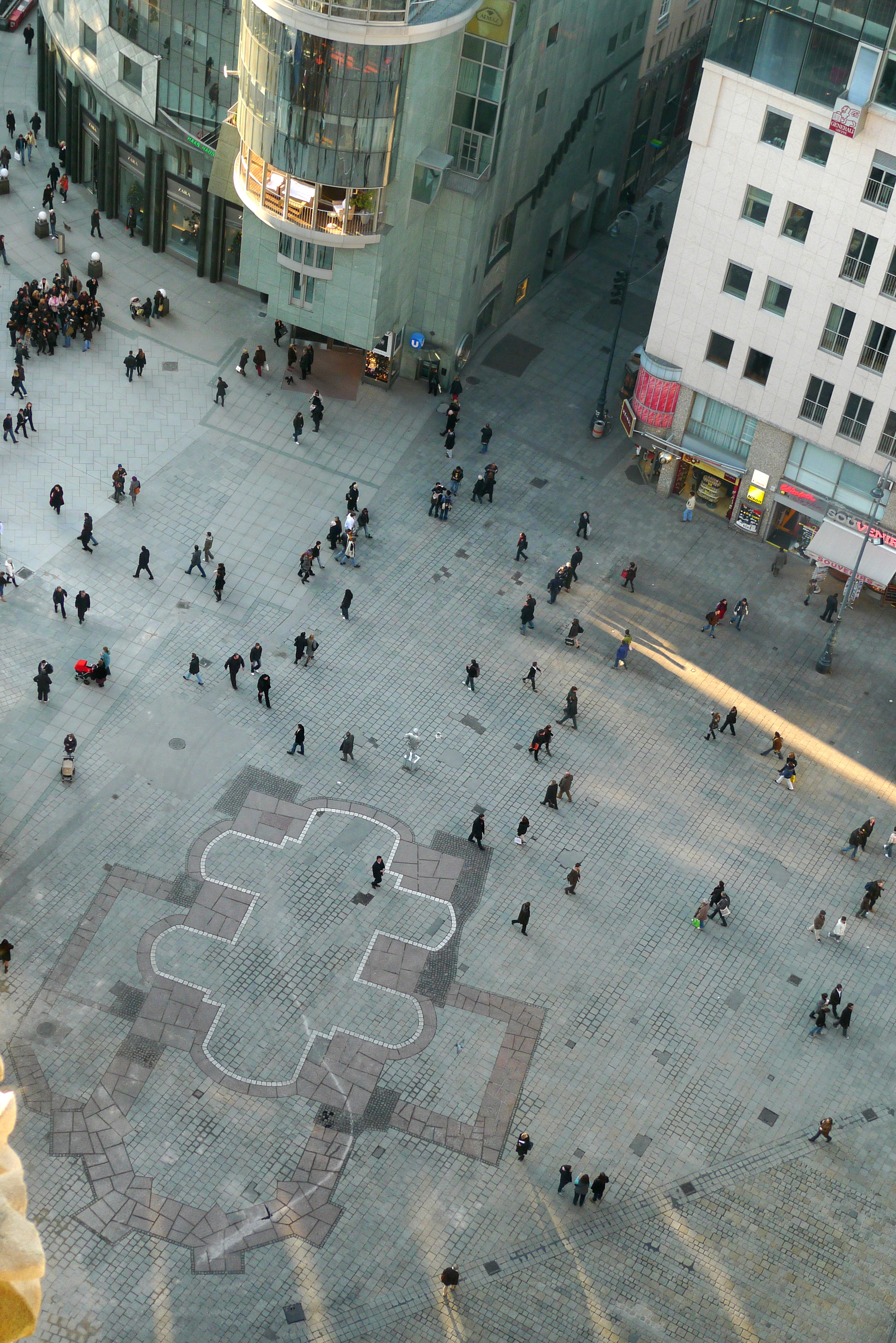
Umriss von Magdalenskapelle (rot) und Virgilkapelle (weiß)